# Bryce Robinson
Pour les articles homonymes, voir Robinson.
Bryce Robinson (né le 13 novembre 1993) est un athlète américain, spécialiste des épreuves de sprint.

## Biographie
Le 17 mai 2015, à Storrs dans le Connecticut, il franchit pour la première fois de sa carrière la barrière des dix secondes en établissant le temps de 9 s 99 (+ 1,6 m/s). Il remporte en juillet 2015 la médaille d'argent du 200 m lors des Universiades d'été, à Gwangju, devancé par l'Ivoirien Wilfried Koffi.

### Palmarès
| Date | Compétition               | Lieu     | Résultat | Épreuve   | Temps         |
| ---- | ------------------------- | -------- | -------- | --------- | ------------- |
| 2015 | Universiade               | Gwangju  | 2e       | 200 m     | 20 s 51       |
| 2019 | Relais mondiaux de l'IAAF | Yokohama | 1er      | 4 x 200 m | 1 min 20 s 12 |
| 2019 | Jeux panaméricains        | Lima     | 3e       | 4 × 100 m | 38 s 79       |

### Records
| Épreuve | Performance        | Lieu   | Date        |
| ------- | ------------------ | ------ | ----------- |
| 100 m   | 9 s 99 (+ 1,6 m/s) | Storrs | 17 mai 2015 |